# کمیکال ساینس (مجله)
کمیکال ساینس (به انگلیسی: Chemical Science) یک مجله علمی هفتگی با داوری همتا است که تمام جنبه‌های شیمی را پوشش می‌دهد. این مجله پرچم‌دار انجمن سلطنتی شیمی است، در ژوئیه سال ۲۰۱۰ میلادی تأسیس و توسط انجمن سلطنتی شیمی منتشر شد. کمیکال ساینس تا قبل از سال ۲۰۱۸میلادی، به صورت ماهانه منتشر می‌شد. این مجله برنده جایزه بهترین مجله جدید ۲۰۱۱ از سوی انجمن ناشران جامعه دانش‌آموخته و حرفه ای شد. سردبیر کنونی مجله اندرو ایان کوپر (دانشگاه لیورپول) است.